# أبو عمر الطلمنكي
أبو عمر الطلمنكي (340 هـ-429 هـ) أحمد بن محمد بن عبد الله المعافري الأندلسي الطَّلَمَنْكي أبو عمر المقرئ الحافظ المالكي.

## نشأته وعلمه
ولد الإمام أبو عمر الطَّلَمَنْكي في بلدة طلمنكة في الأندلس عام 340 هـ، ونشأ في قرطبة، رحل إلى بلاد كثيرة وأخذ عن علماء كثر منهم في قرطبة أبو جعفر أحمد بن عون الله وأبو محمد عبد الله الباجي وخلف بن محمد الخولاني، وفي مكة أبو الطاهر محمد العجيفي وأبو حفص عمر بن محمد بن عراك وأبو الحسن بن جهضم، وفي المدينة أبو الحسن يحيى بن الحسين المطلبي، بمصر أبو العلاء ابن ماهان وأبو بكر ابن إسماعيل وأبو القاسم الجوهري وأبو بكر محمد بن يحيى بن عمار، بالقيروان ابن أبي زيد القيرواني وأبو جعفر بن دحمون، وأخذ القراءة عن أبي الحسن ابن بشر الأنطاكي وأبي الطيب ابن غلبون ومحمد بن الحسين بن النعمان.

## تلاميذه
1. ابن عبد البر.
2. ابن حزم.
3. حاتم بن محمد الطرابلسي.
4. محمد بن خلف بن المرابط.
5. أبو محمد عبد الله بن سهل المقرئ.

## مؤلفاته
1. الروضة في القراءات.
2. تفسير القرآن.
3. البيان في إعراب القرآن.
4. فضائل مالك.
5. رجال الموطأ.
6. الوصول إلى معرفة الأصول في مسائل العقود في السنة.
7. الرسالة المختصرة في مذاهب أهل السنة.
8. الدليل إلى طاعة الجليل فيما تنطوي عليه الجوانح وتباشره بالعمل الجوارح.

## ثناء العلماء عليه
قال أبو عمرو الداني:
أخذ القراءة عَرْضاً عن أبي الحسن الأنطاكي وأبي الطيب بن غَلْبُون ومحمد بن الحسين بن النعمان، وسمع من الأُدْفُوِيّ ولم يقرأ عليه، وكان فاضلاً ضابطاً شديداً في السّنّة.
وقال ابن بشكوال: 
وانصرف إلى الأندلس بعلم كثير، وكان أحد الأئمة في علم القرآن العظيم، قراءته وإعرابه وأحكامه، وناسخه ومنسوخه، ومعانيه. وجمع كتبا حسانا كثيرة النفع على مذاهب أهل السنة، وظهر فيها علمه، واستبان فيها فهمه، وكانت له عناية كامِلة بالحديث ونقله وروايته وضبطه ومعرفة برجاله وحَملته. حافظا للسنن، وجامعا لها، إماما فيها، وعارفا بأصول الديانات، مُظهرًا للكرامات، قديم الطلب للعلم، مُقَدما في المعرفة والفهم، على هَدْي وسُنة واستقامة. وكان سيفا مُجردا على أهل الأهواء والبدع، قامعا لهم، غيورا على الشريعة، شديدا في ذات الله

## وفاته
توفي الإمام أبو عمر الطلمنكي في طلمنكة في ذي الحجة سنة 429 هـ.